# Kajsa Kavat (film)
Kajsa Kavat är en svensk barnfilm från 1989 i regi av Daniel Bergman, med manus av Astrid Lindgren. Filmen är baserad på novellen med samma namn från Lindgrens novellsamling Kajsa Kavat från 1950. I huvudrollerna ses Mathilda Lindgren och Majlis Granlund.

## Handling
Kajsa är ett hittebarn som en dag lämnades på farstutrappen hos en gammal dam. Damen tar hand om Kajsa, som växer upp till en rödblommig och mycket kavat flicka, som kallar damen för mormor. 
Mormor säljer polkagrisar på torget, men en vecka före jul, mitt under julhandeln ramlar mormor och bryter benet. Hur ska det nu gå med alla julförberedelser? frågar sig mormor. Vem ska sälja polkagrisar och skura golvet och ta hand om allt julstök nu? 
"Det ska jag", säger Kajsa, och så blir det. I och med detta kom mormor att kalla henne Kajsa Kavat. Men köpa en julklapp till sig själv, det kan hon faktiskt inte göra, eller kan hon det?

## Rollista
- Mathilda Lindgren – Kajsa
- Majlis Granlund – mormor
- Harriet Andersson – fru Larsson
- Birgitta Andersson – fru Boman, innehavare av affären
- Mimi Pollak – torgtant
- Maud Hyttenberg – torgtant
- Percy Brandt – borgmästaren
- Marika Lindström – Rosas mor
- Inger Nilsson – Juliana, Rosas mors väninna
- Andreas Melchert – Adrian

## Produktion
Filmen spelades in på Rådhustorget i Mariefred.

## Utgivning
Filmen finns utgiven på VHS och DVD för sig och i samlingsutgåvor med andra Astrid Lindgren-filmatiseringar.